# Léon Bazile Perrault
Lyon-Jean-Bazille Perrault (ur. 20 czerwca 1832 w Poitiers, zm. 6 sierpnia 1908 w Royan) – francuski malarz akademicki.

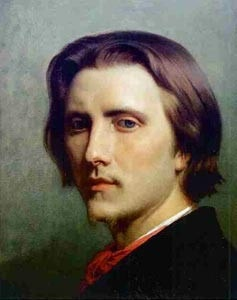
Lyon-Jean-Bazille Perrault - autoportret, ok. 1865.

Jego nauczycielami byli François-Édouard Picot i William Bouguereau. 
Od 1861 r. wystawiał w paryskim Salonie. Jego debiutem był obraz Le Vieillard et les Trois Jeunes Hommes (Stary człowiek i trzej młodzieńcy). 
Kawaler Legii Honorowej (1887), otrzymał liczne odznaczenia m.in. St. Jean le Précurseur i L’Oracle des Champs.  Wielokrotnie wyróżniany medalami na wystawach w Wiedniu, Londynie, Bostonie i Filadelfii.
Od 1873 r. reprezentował Francję jako ambasador honorowy  (d'honneur Diplômât) na zagranicznych wystawach. Członek Société Artistes Français.

## Styl
Perrault był typowym przedstawicielem francuskiego akademizmu, przedstawiał motywy mitologiczne, sceny rodzajowe, akty. Szczególne mistrzostwo osiągnął malując dzieci, które na jego obrazach były ukazywane jak anioły - pełne niewinności i piękna.

## Obrazy

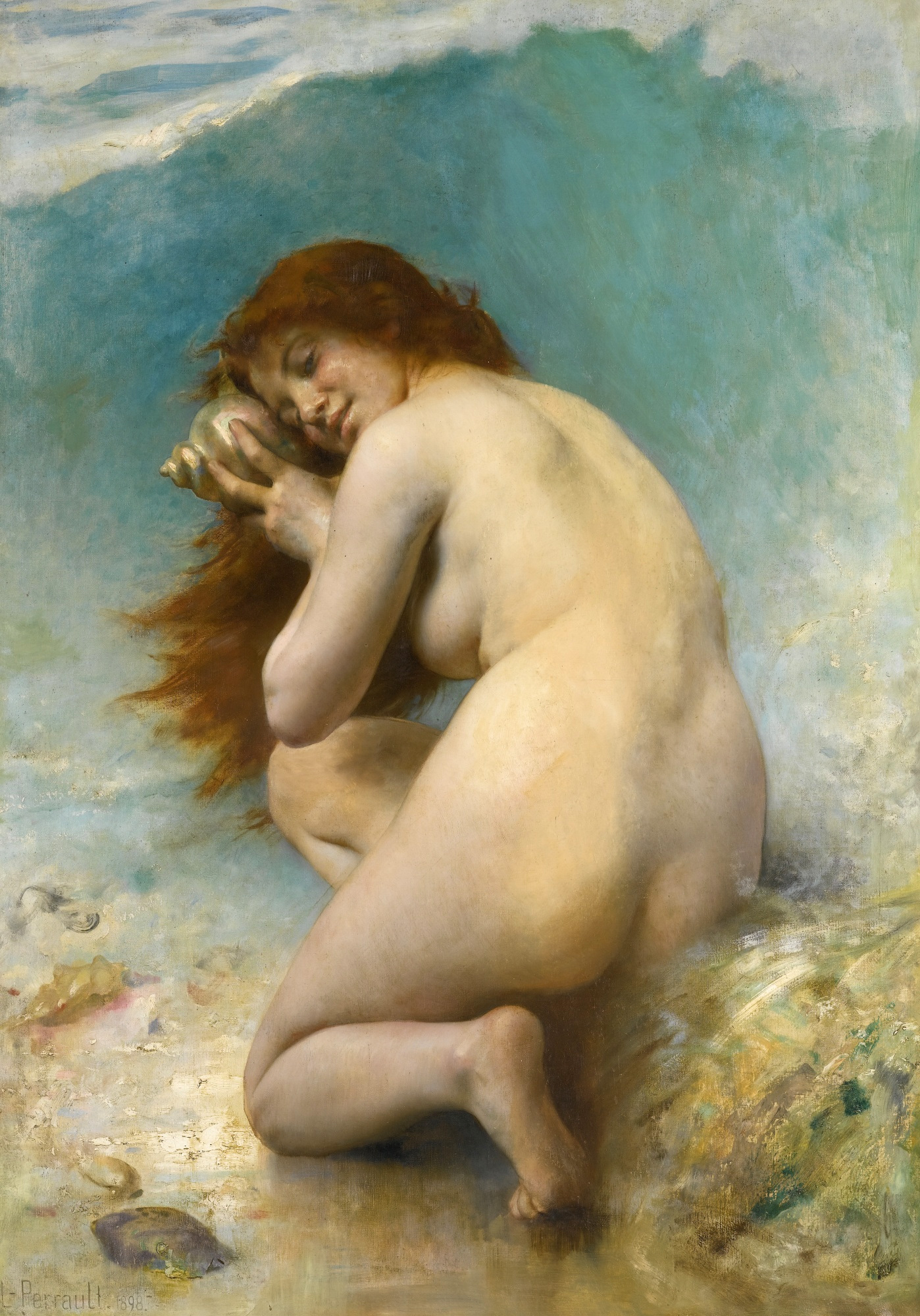
Nimfa wodna, obraz pędzla Lyon-Jean-Bazille'a Perraulta, 1898.

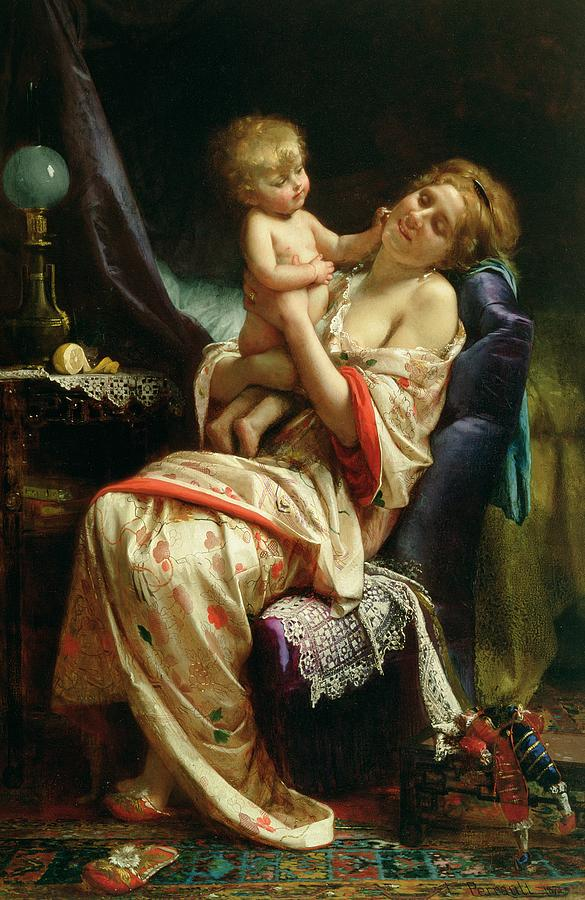
Macierzyństwo, Leon Perrault

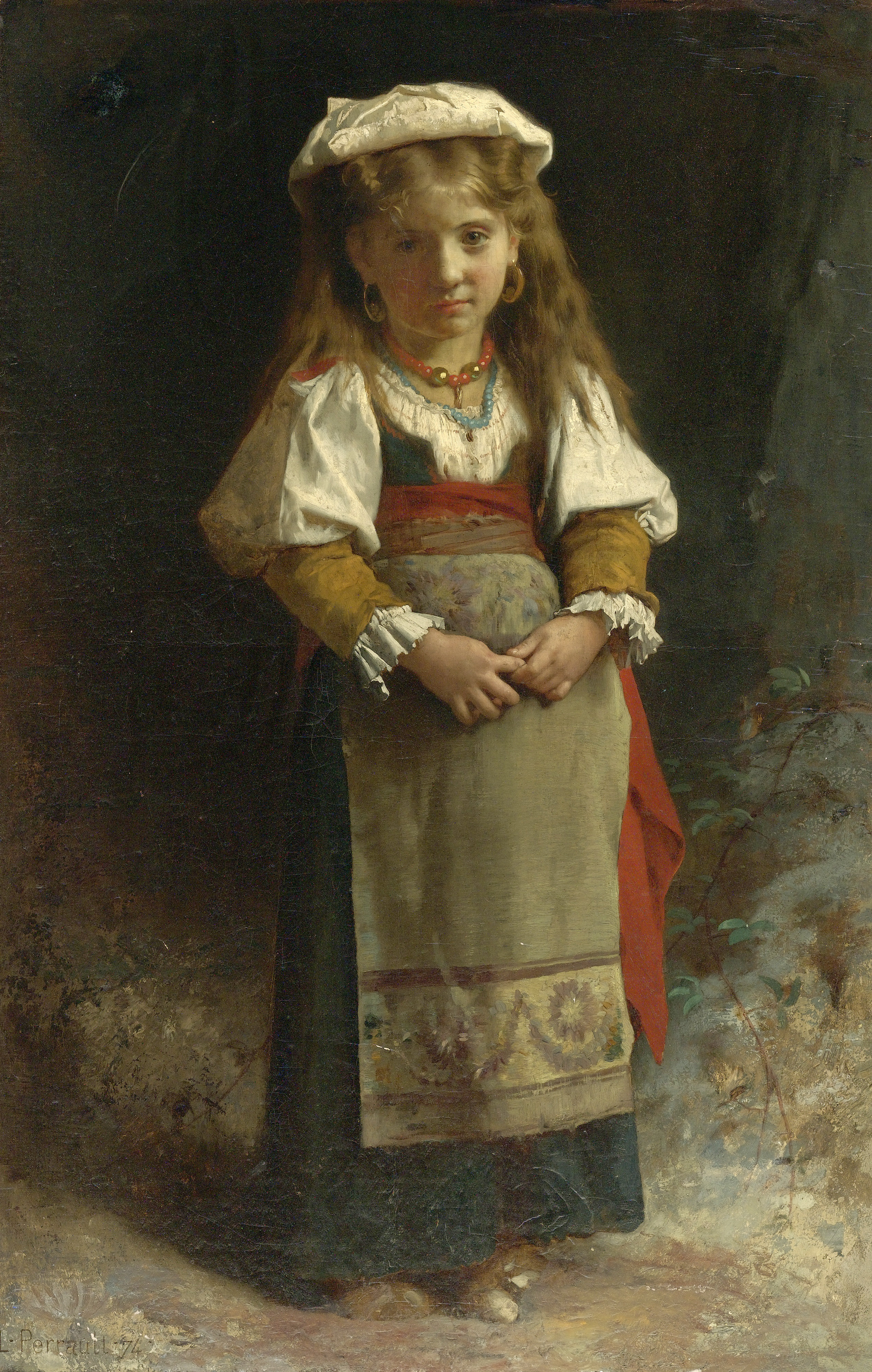
Portret młodej dziewczyny, Leon Perrault

## Źródła
- Rehs Galleries - biografia (ang.)